# Willem Sandberg

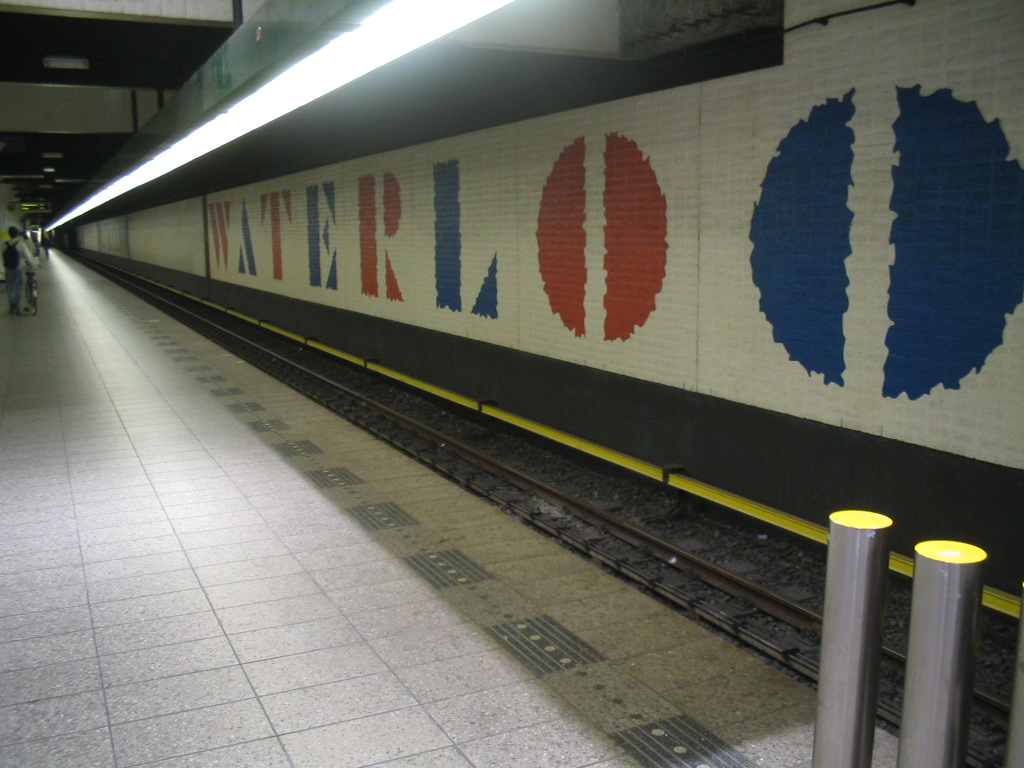
Muurschildering van Willem Sandberg op metrostation Waterlooplein

Jonkheer Willem Jacob Henri Berend Sandberg (Amersfoort, 24 oktober 1897 – Amsterdam, 8 april 1984) was een Nederlands ontwerper en typograaf. Sandberg was van 1945 tot 1963 directeur van het Stedelijk Museum (SM) in Amsterdam, waarvoor hij al vanaf 1938 werkte en tijdens de Tweede Wereldoorlog actief als verzetsman. Daarnaast was hij grafisch ontwerper. Hij was lid van de familie Sandberg.

## Levensloop
Sandberg groeide op in Assen waar hij het gymnasium volgde. In 1919 begon hij aan een studie aan de Rijksakademie van Beeldende Kunsten in Amsterdam, waar hij amper een jaar bleef. Hij ontwikkelde zich tot typograaf en grafisch ontwerper dankzij ervaring bij een drukkerij in Herrliberg bij Zürich. Bij terugkeer in Nederland, in 1924, deed hij veel grafische opdrachten voor de PTT. In 1936 werd hij conservator en adjunct-directeur van het Stedelijk Museum.

### Tweede Wereldoorlog
Door zijn contacten met modernistische Nederlandse kunstenaars raakte Sandberg tijdens de oorlog betrokken bij het kunstenaarsverzet. Sandberg was betrokken bij de bekende aanslag op het Amsterdams bevolkingsregister op 27 maart 1943. Als een van de weinigen van de betrokkenen wist hij uiteindelijk aan de Duitsers te ontkomen, waarbij de bevriende tandarts en kunstverzamelaar Taeke Jitze Botke hem hielp onderduiken. Een plaquette met de twaalf namen van de plegers van de aanslag die op 1 juli 1943 werden doodgeschoten hangt aan de gevel van de huidige Plantagestudio. De plaquette is ontworpen door Willem Sandberg. In 1951 werd Sandberg, onder meer vanwege dit feit, gelauwerd met Prijs van de Stichting Kunstenaarsverzet. 
Hij kwam in de oorlogsjaren in contact met de kunsthandelaar dr. Carl Richartz die zijn nieuwe kijk op de moderne kunst in die tijd deelde met Sandberg, en met de directeur van het Van Abbemuseum in Eindhoven, Edy de Wilde. Samen hebben zij ervoor zorg gedragen dat er meerdere kunstwerken werden gered van de verbranding van de kunst door de nazi's.
Na de oorlog werd Sandberg benoemd tot lid van de Centrale Commissie voor oorlogs- of vredesgedenktekens, die de minister van Onderwijs, Kunsten en Wetenschappen adviseerde over de plaatsing van oorlogsmonumenten.

### Stedelijk Museum Amsterdam
Onder Sandbergs leiding ontwikkelde het Stedelijk Museum zich na de oorlog tot een internationaal vermaard centrum voor moderne kunst. Hij stond al vroeg open voor het experiment van de Cobra-beweging, en voerde - net als het Museum of Modern Art in New York - een verzamel- en tentoonstellingsbeleid waarin ook industriële vormgeving, fotografie en grafische vormgeving aan bod kwamen. De kwaliteit geleverd door de opgerichte reproductieafdeling werd toonaangevend in de museumwereld.

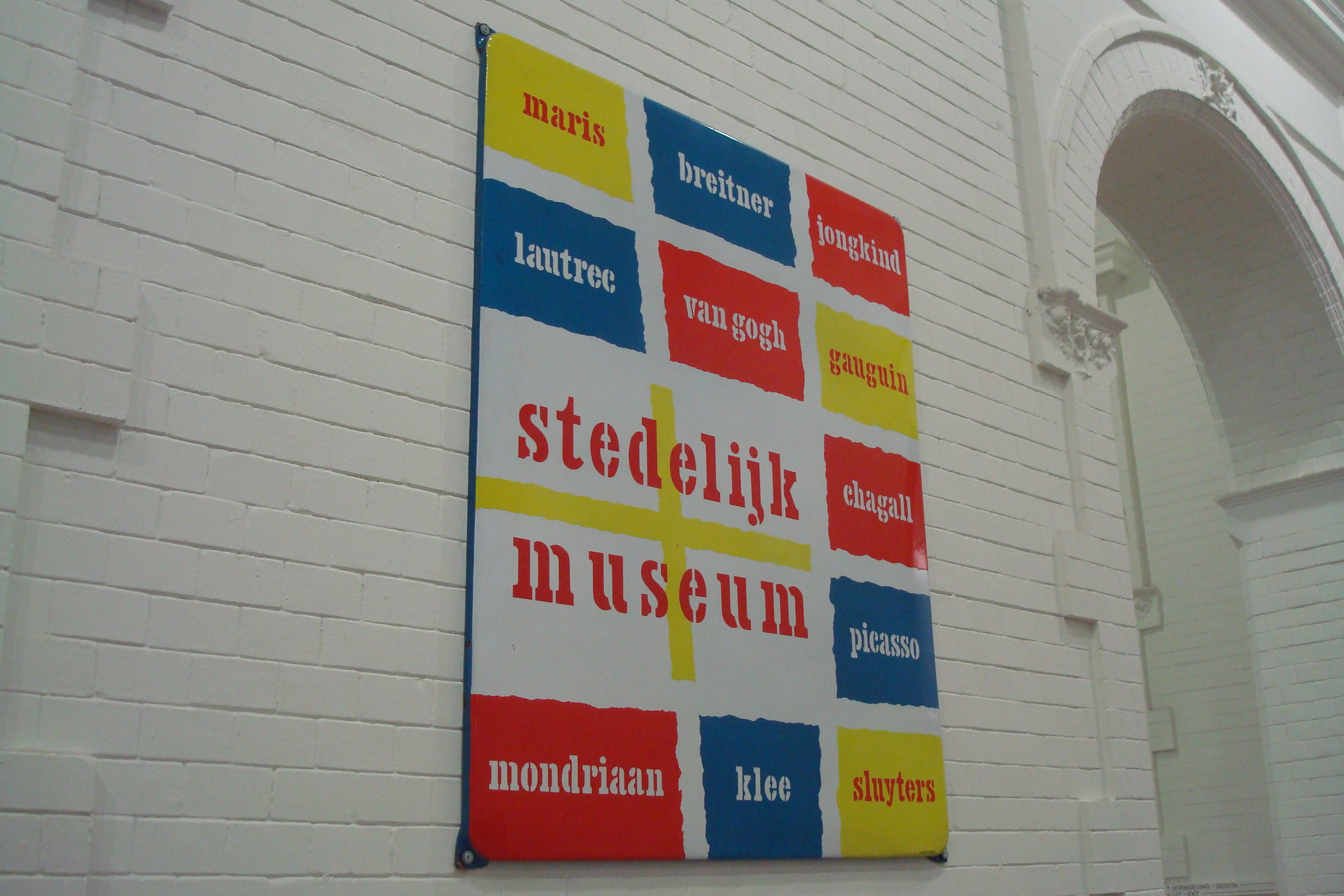
Email bord, door Willem Sandberg ontworpen voor het Stedelijk Museum in 1954.

Sandberg ontwierp daarnaast zelf het museumdrukwerk (catalogi, affiches, uitnodigingen), en ontwikkelde zich zo tot een van de belangrijkste Nederlandse grafisch ontwerpers. Zijn ontwerploopbaan was eind jaren twintig begonnen met maken van beeldstatistieken.
Omstreden raakte Sandberg ook weleens. Legendarisch werd zijn oordeel in 1955 dat voor de tentoonstelling Kunstenaars herdenken 5 mei. 10 jaar naoorlogse schilderkunst twee van de drie door een jury uitgekozen werken van de Amsterdamse fijnschilder Melle Oldeboerrigter vanwege seksuele symbolen ongeschikt waren voor vertoning. Dit leverde zoveel trammelant op dat hij zich gedwongen zag om Melle vlak voor de opening op te bellen met het verzoek twee andere schilderijen in te sturen, hetgeen geschiedde.
Na zijn pensionering bleef Sandberg actief als tentoonstellingsmaker en ontwerper. Zo verzorgde hij de internationale beeldententoonstelling in de zomer van 1965 bij het honderdjarig bestaan van het Vondelpark. Tevens ging hij een belangrijke rol spelen in de opbouw van het Israël Museum in Jeruzalem.
De Sandbergprijs (uitgereikt van 1985 tot 2002) en het Sandberg Instituut, masteropleiding van de Gerrit Rietveld Academie, zijn vernoemd naar Willem Sandberg. Ook het plein tussen het van Goghmuseum en het Stedelijk museum is naar hem vernoemd.

## Publicaties (keuze)
- L'art: le superflu indispensable. Utrecht, 1982. Experimenta typografica; 5.
- Homo socialis. Utrecht, 1981. Experimenta typographica; 4.
- Gnothi se auton = Ken U zelf. Utrecht, 1979. Experimenta typografica; 3. Fotomech. herdr. van de oorspr. uitg., 1945.
- Lectura sub aqua: experimenta typografica. Utrecht, 1979. Facs.-uitg. met toevoeging. Experimenta typografica; 1. Oorspr. uitg.: 1943.
- Gnothi se auton. Utrecht, 1979. Experimenta typografica; 3.
- Vers une architecture: extraits / Le Corbusier; [choisis par W. Sandberg]. Utrecht, 1971. [Uitgaven Stichting De Roos]; [87].
- Mens sana in corpore sano. Köln, 1969. Experimenta typographica; 2
- Nu 2 = Maintenant 2 = Now 2 = Jetzt 2. Hilversum, [1968]. Kwadraat-bladen; [18]
- Kunst van heden in het Stedelĳk / W. Sandberg en H.L.C. Jaffé. Amsterdam, 1961.
- Nu: l'art et sa fonction dans la vie [au milieu du XXième siècle]. Hilversum [1959]. Kwadraat-bladen; [4].
- Gnōthi se auton: ken u zelf. [Amsterdam], 1945. Experimenta typografica; 3.

## Literatuur (keuze)

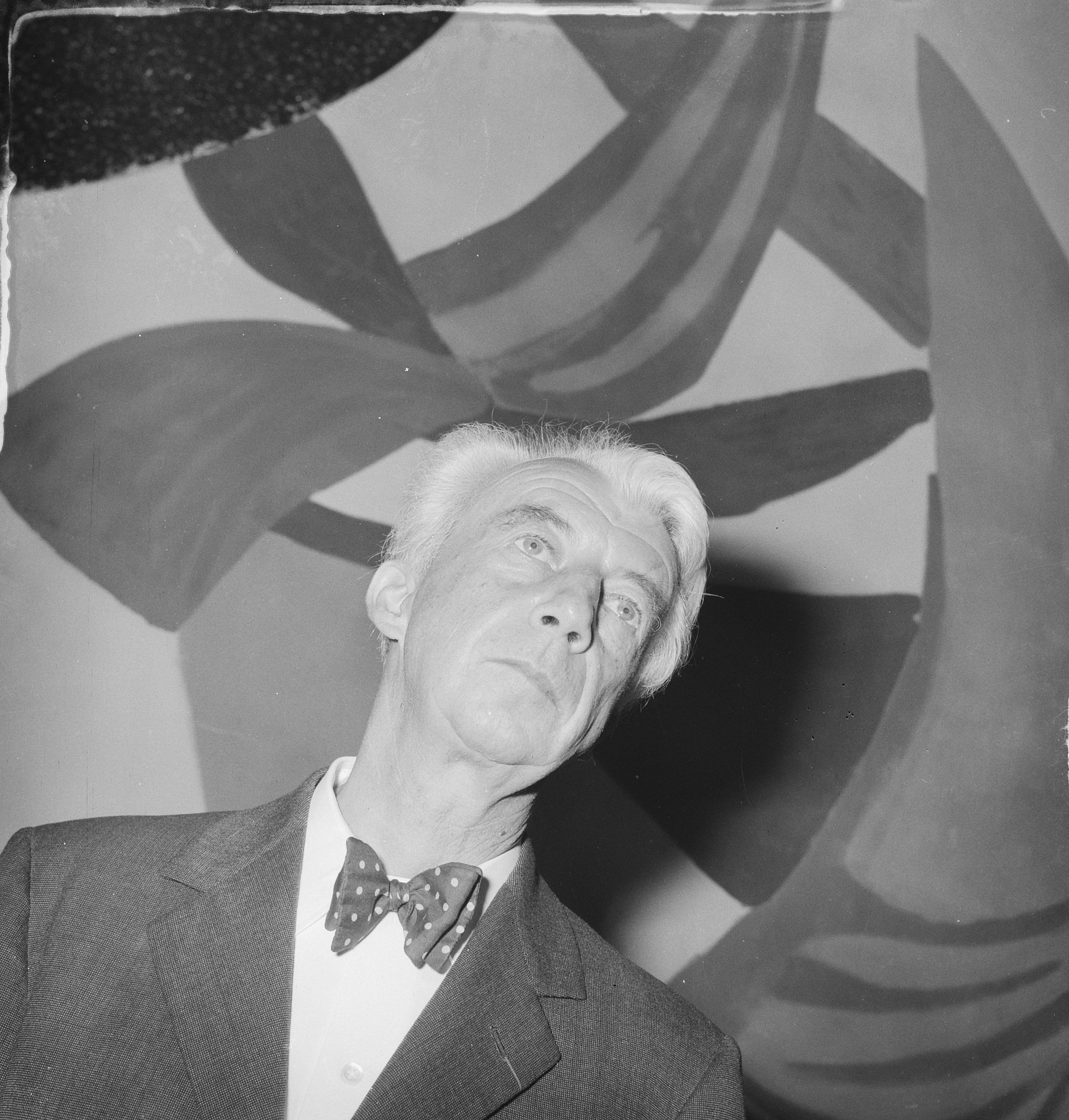
Sandberg (1962)